# Canton de Nogent
Le canton de Nogent est une circonscription électorale française située dans le département de la Haute-Marne et la région Grand Est.
À la suite du redécoupage cantonal de 2014, les limites territoriales du canton sont remaniées. Le nombre de communes du canton passe de 16 à 29.

## Géographie
Ce canton est organisé autour de Nogent dans les arrondissements de Chaumont et Langres. Son altitude varie de 282 m (Poulangy) à 512 m (Dampierre).

## Histoire
Le canton s'appelait canton de Nogent-en-Bassigny.
Par décret du 17 février 2014, le nombre de cantons du département est divisé par deux, avec mise en application aux élections départementales de mars 2015. Le canton de Nogent est conservé et s'agrandit. Il passe de 16 à 29 communes.

## Représentation

### Conseillers d'arrondissement (de 1833 à 1940)
| Période                                  | Période | Identité                               | Étiquette   | Qualité |
| ---------------------------------------- | ------- | -------------------------------------- | ----------- | --- |
| 1833                                     | 1836    | M. Joubert                             |             | Maire de Louvières                                                                                          |
| 1836                                     | 1839    | M. Pellegrin                           |             | Propriétaire à Laferté-sur-Aube                                                                             |
| 1839                                     | 1842    | Jean Victor Béguinot-Royer (1805-1870) |             | Substitut du Procureur du Roi à Chaumont                                                                    |
| 1842                                     | 1848    | M. Matet                               |             | Propriétaire à Nogent-le-Roi                                                                                |
|                                          |         |                                        |             | |
| 1886                                     | 1892    | M. Renard                              | Républicain | |
| 1892                                     | 1907    | Edmond Chanet                          | Républicain | Propriétaire à Esnouveaux                                                                                   |
| 1907                                     | 1913    | M. Renard                              | Droite      | Industriel à Lanques-sur-Rognon                                                                             |
| 1913                                     | 1919    | Jules Desnouveaux                      | Républicain | Coutelier, adjoint au maire de Nogent-en-Bassigny                                                           |
| 1919                                     | 1925    | M. Renard                              | Droite      | Industriel à Lanques-sur-Rognon                                                                             |
| 1925                                     | 1931    | Eugène Minel (1865-1941)               | Républicain | Artisan coutelier, premier adjoint au maire de Nogent-en-Bassigny                                           |
| 1931                                     | 1940    | François Kaeufling (1882-1964)         | Droite      | Notaire à Nogent                                                                                            |
| 1940                                     |         |                                        |             | Les conseils d'arrondissement ont été suspendus par la loi du 12 octobre 1940 et n'ont jamais été réactivés |
| Les données manquantes sont à compléter. |         |                                        |             | |

### Conseillers généraux de 1833 à 2015
| Période | Période          | Identité                          | Étiquette             | Qualité |
| ------- | ---------------- | --------------------------------- | --------------------- | --- |
| 1833    | 1839 (décès)     | Claude Etienne François Royer     |                       | Avoué, avocat, substitut du Procureur du Roi, propriétaire à Marnay |
| 1839    | 1846             | Gaspard Lasnet                    |                       | Docteur en médecine, juge de paix à Nogent-le-Roi |
| 1846    | 1847 (démission) | Dominique Guyot-Guillemot         |                       | Juge, Président du Tribunal civil de Mâcon |
| 1847    | 1871             | Pierre Charles Astier (1813-1878) | Conservateur          | Juge de paix, maire de Nogent-en-Bassigny |
| 1871    | 1888 (démission) | Alfred Flamarion                  | Républicain           | Docteur en médecine à Nogent-en-Bassigny |
| 1888    | 1892             | Louis Péchiné                     | Républicain           | Brasseur, maire de Vesaignes-sur-Marne |
| 1892    | 1896 (décès)     | Alfred Flamarion                  | Républicain           | Docteur en médecine à Nogent-en-Bassigny |
| 1896    | 1898             | Edmond Bernard (1852-1930)        | Républicain           | Notaire, maire de Nogent-en-Bassigny (1891-1900) |
| 1898    | 1904             | Edouard Febvre-Wilhélem           | Républicain           | Négociant à Chaumont |
| 1904    | 1930 (décès)     | Edmond Bernard                    | Républicain           | Notaire, maire de Nogent-en-Bassigny (1891-1900 - 1904-1919), suppléant du juge de paix                                                                                 |
| 1930    | 1940             | Lucien Gueudin (1880-1967)        | RG-Rad.ind.           | Notaire, maire puis conseiller municipal de Nogent-en-Bassigny Membre de la Commission administrative départementale (1941-1943) Nommé conseiller départemental en 1943 |
|         |                  |                                   |                       | |
| 1945    | 1951             | Maurice Collignon                 | SFIO                  | Maire de Sarcey |
| 1951    | 1976             | Joseph Champion (1902-1983)       | RPF puis UNR          | Agriculteur Maire d'Essey-les-Eaux |
| 1976    | 2001             | Robert Henry                      | DVD puis UDF puis RPR | Pharmacien, maire de Nogent (1971-1995) |
| 2001    | 2009 (démission) | Michel Brocard                    | DVD                   | Pharmacien, maire de Nogent (1995-2008) |
| 2009    | 2015             | Anne-Marie Nédélec                | DVD                   | Professeure d'histoire-géographie Maire de Nogent (depuis 2008) |

### Conseillers départementaux à partir de 2015
| Période élective | Période élective | Mandat | Mandat                  | Identité           | Nuance | Nuance | Qualité                                                                           |
| ---------------- | ---------------- | ------ | ----------------------- | ------------------ | ------ | ------ | --------------------------------------------------------------------------------- |
| 2015             | 2021             | 2015   | 6 décembre 2017 (décès) | Francis Arnoud     |        | DVD    | Médecin à Rolampont Conseiller général du canton de Neuilly-l'Évêque (d1988-2015) |
| 2015             | 2021             | 2015   | 2021                    | Anne-Marie Nédélec |        | DVD    | Professeure d'histoire-géographie Maire de Nogent                                 |
| 2015             | 2021             | 2017   | 2021                    | Michel André       |        | DVD    | Gérant de société à Nogent                                                        |
| 2021             | 2028             | 2021   | en cours                | Michel André       |        | DVD    | Conseiller sortant                                                                |
| 2021             | 2028             | 2021   | en cours                | Anne-Marie Nédélec |        | DVD    | Maire de Nogent (2008-2023) Sénatrice app.LR (depuis 2023)                        |

### Résultats détaillés

#### Élections de mars 2015
Lors des élections départementales de 2015, le binôme composé de Francis Arnoud et Anne-Marie Nedelec (DVD) est élu au premier tour avec 63,57% des suffrages exprimés, devant le binôme composé de Raymond Ganay et Christiane Goergen (FN) (36,43%). Le taux de participation est de 51,32 % (5 042 votants sur 9 825 inscrits) contre 52,92 % au niveau départemental et 50,17 % au niveau national.

#### Élections de juin 2021
Le premier tour des élections départementales de 2021 est marqué par un très faible taux de participation (33,26 % au niveau national). Dans le canton de Nogent, ce taux de participation est de 36,91 % (3 486 votants sur 9 444 inscrits) contre 36,26 % au niveau départemental. À l'issue de ce premier tour, deux binômes sont en ballottage : Michel André et Anne-Marie Nédélec (DVD, 71,74 %) et Daniel Collignon et Charlotte Laurent (RN, 28,26 %).
Le second tour des élections est marqué une nouvelle fois par une abstention massive équivalente au premier tour. Les taux de participation sont de 34,36 % au niveau national, 36,14 % dans le département et 37,08 % dans le canton de Nogent. Michel André et Anne-Marie Nédélec (DVD) sont élus avec 74,7 % des suffrages exprimés (2 466 voix pour 3 503 votants et 9 448 inscrits),,.

## Composition

### Composition avant 2015
Le canton de Nogent regroupait 16 communes.
| Nom                 | Code Insee | Codepostal | Superficie (km2) | Population (dernière pop. légale) | Densité (hab./km2) |
| ------------------- | ---------- | ---------- | ---------------- | --------------------------------- | ------------------ |
| Nogent (chef-lieu)  | 52353      | 52800      | 54,63            | 3 926 (2012)                      | 72                 |
| Ageville            | 52001      | 52340      | 19,55            | 309 (2012)                        | 16                 |
| Biesles             | 52050      | 52340      | 23,84            | 1 383 (2012)                      | 58                 |
| Esnouveaux          | 52190      | 52340      | 16,87            | 328 (2012)                        | 19                 |
| Is-en-Bassigny      | 52248      | 52140      | 19,37            | 578 (2012)                        | 30                 |
| Lanques-sur-Rognon  | 52271      | 52800      | 13,12            | 212 (2012)                        | 16                 |
| Louvières           | 52295      | 52800      | 8,62             | 101 (2012)                        | 12                 |
| Mandres-la-Côte     | 52305      | 52800      | 11,30            | 529 (2012)                        | 47                 |
| Marnay-sur-Marne    | 52315      | 52800      | 10,62            | 302 (2012)                        | 28                 |
| Ninville            | 52352      | 52800      | 9,03             | 82 (2012)                         | 9,1                |
| Poinson-lès-Nogent  | 52396      | 52800      | 10,67            | 154 (2012)                        | 14                 |
| Poulangy            | 52401      | 52800      | 17,39            | 396 (2012)                        | 23                 |
| Sarcey              | 52459      | 52800      | 7,22             | 111 (2012)                        | 15                 |
| Thivet              | 52488      | 52800      | 15,37            | 264 (2012)                        | 17                 |
| Vesaignes-sur-Marne | 52518      | 52800      | 8,45             | 112 (2012)                        | 13                 |
| Vitry-lès-Nogent    | 52541      | 52800      | 7,95             | 183 (2012)                        | 23                 |

### Composition à partir de 2015
Le canton de Nogent regroupe 29 communes.
| Nom                            | Code Insee | Intercommunalité    | Superficie (km2) | Population (dernière pop. légale) | Densité (hab./km2) | Modifier                                    |
| ------------------------------ | ---------- | ------------------- | ---------------- | --------------------------------- | ------------------ | ------------------------------------------- |
| Nogent (bureau centralisateur) | 52353      | CA de Chaumont      | 54,63            | 3 562 (2022)                      | 65                 | modifier les données · modifier les données |
| Ageville                       | 52001      | CA de Chaumont      | 19,55            | 302 (2022)                        | 15                 | modifier les données · modifier les données |
| Andilly-en-Bassigny            | 52009      | CC du Grand Langres | 8,42             | 106 (2022)                        | 13                 | modifier les données · modifier les données |
| Bannes                         | 52037      | CC du Grand Langres | 9,16             | 364 (2022)                        | 40                 | modifier les données · modifier les données |
| Biesles                        | 52050      | CA de Chaumont      | 23,84            | 1 334 (2022)                      | 56                 | modifier les données · modifier les données |
| Bonnecourt                     | 52059      | CC du Grand Langres | 10,88            | 131 (2022)                        | 12                 | modifier les données · modifier les données |
| Changey                        | 52105      | CC du Grand Langres | 6,67             | 290 (2022)                        | 43                 | modifier les données · modifier les données |
| Charmes                        | 52108      | CC du Grand Langres | 6,04             | 149 (2022)                        | 25                 | modifier les données · modifier les données |
| Cuves                          | 52159      | CA de Chaumont      | 5,40             | 25 (2022)                         | 4,6                | modifier les données · modifier les données |
| Dampierre                      | 52163      | CC du Grand Langres | 16,39            | 385 (2022)                        | 23                 | modifier les données · modifier les données |
| Esnouveaux                     | 52190      | CA de Chaumont      | 16,87            | 303 (2022)                        | 18                 | modifier les données · modifier les données |
| Forcey                         | 52204      | CA de Chaumont      | 5,28             | 60 (2022)                         | 11                 | modifier les données · modifier les données |
| Lanques-sur-Rognon             | 52271      | CA de Chaumont      | 13,12            | 212 (2022)                        | 16                 | modifier les données · modifier les données |
| Louvières                      | 52295      | CA de Chaumont      | 8,62             | 90 (2022)                         | 10                 | modifier les données · modifier les données |
| Mandres-la-Côte                | 52305      | CA de Chaumont      | 11,30            | 558 (2022)                        | 49                 | modifier les données · modifier les données |
| Marnay-sur-Marne               | 52315      | CA de Chaumont      | 10,62            | 333 (2022)                        | 31                 | modifier les données · modifier les données |
| Neuilly-l'Évêque               | 52348      | CC du Grand Langres | 23,76            | 591 (2022)                        | 25                 | modifier les données · modifier les données |
| Ninville                       | 52352      | CA de Chaumont      | 9,03             | 59 (2022)                         | 6,5                | modifier les données · modifier les données |
| Orbigny-au-Mont                | 52362      | CC du Grand Langres | 9,35             | 135 (2022)                        | 14                 | modifier les données · modifier les données |
| Orbigny-au-Val                 | 52363      | CC du Grand Langres | 7,55             | 96 (2022)                         | 13                 | modifier les données · modifier les données |
| Plesnoy                        | 52392      | CC du Grand Langres | 9,03             | 109 (2022)                        | 12                 | modifier les données · modifier les données |
| Poinson-lès-Nogent             | 52396      | CA de Chaumont      | 10,67            | 142 (2022)                        | 13                 | modifier les données · modifier les données |
| Poiseul                        | 52397      | CC du Grand Langres | 4,58             | 71 (2022)                         | 16                 | modifier les données · modifier les données |
| Poulangy                       | 52401      | CA de Chaumont      | 17,39            | 358 (2022)                        | 21                 | modifier les données · modifier les données |
| Rolampont                      | 52432      | CC du Grand Langres | 49,10            | 1 364 (2022)                      | 28                 | modifier les données · modifier les données |
| Sarcey                         | 52459      | CA de Chaumont      | 7,22             | 99 (2022)                         | 14                 | modifier les données · modifier les données |
| Thivet                         | 52488      | CA de Chaumont      | 15,37            | 276 (2022)                        | 18                 | modifier les données · modifier les données |
| Vesaignes-sur-Marne            | 52518      | CA de Chaumont      | 8,45             | 103 (2022)                        | 12                 | modifier les données · modifier les données |
| Vitry-lès-Nogent               | 52541      | CA de Chaumont      | 7,95             | 217 (2022)                        | 27                 | modifier les données · modifier les données |
| Canton de Nogent               | 5211       |                     | 406,24           | 11 824 (2022)                     | 29                 | modifier les données                        |

## Démographie

### Démographie avant 2015
| 1975   | 1982   | 1990  | 1999  | 2006  | 2011  | 2012  |
| ------ | ------ | ----- | ----- | ----- | ----- | ----- |
| 10 009 | 10 089 | 9 642 | 9 312 | 9 138 | 9 037 | 8 970 |

### Démographie depuis 2015
En 2022, le canton comptait 11 824 habitants, en évolution de −3,86 % par rapport à 2016 (Haute-Marne : −4,62 %, France hors Mayotte : +2,11 %).
| 2013   | 2018   | 2022   |
| ------ | ------ | ------ |
| 12 513 | 12 044 | 11 824 |